# Stipa hemipogon
Stipa hemipogon är en gräsart som beskrevs av George Bentham. Stipa hemipogon ingår i släktet fjädergrässläktet, och familjen gräs. Inga underarter finns listade i Catalogue of Life.